# Ždovlje
Ždovlje (nemško Seidolach) je naselje v Občini Borovlje v Okraju Celovec-dežela na Koroškem v Avstriji.